# Promozione Umbria 1981-1982
Nella stagione 1981-1982 la Promozione era il sesto livello del calcio italiano ed il primo a livello regionale.
Il campionato era strutturato in vari gironi all'italiana su base regionale, gestiti dai Comitati Regionali di competenza. Promozioni alla categoria superiore e retrocessioni in quella inferiore non erano sempre omogenee; erano quantificate all'inizio del campionato dal Comitato Regionale secondo le direttive stabilite dalla Lega Nazionale Dilettanti, ma flessibili in relazione al numero delle società umbre retrocesse dal Campionato Interregionale, per quanto riguarda la zona retrocessione .
Qui vi sono le statistiche relative al campionato in Umbria.

## Squadre partecipanti
| Squadra            | Città (provincia)                  | Stagione 1980-1981                                   |
| ------------------ | ---------------------------------- | ---------------------------------------------------- |
| Assisi             | Assisi (PG)                        | 4° in Promozione Umbria                              |
| Clitunno           | Campello sul Clitunno (PG)         | 15° in Promozione Umbria, retrocessa e poi ripescata |
| Grifo Cannara      | Cannara (PG)                       | 7° in Promozione Umbria                              |
| Gualdo             | Gualdo Tadino (PG)                 | 5° in Promozione Umbria                              |
| Julia Spello       | Spello (PG)                        | 12° in Promozione Umbria                             |
| Magione            | Magione (PG)                       | 2° in Prima Categoria Umbria/A, promosso             |
| Mar.Col.           | Marcellano di Gualdo Cattaneo (PG) | 10° in Promozione Umbria                             |
| Narnese            | Narni (TR)                         | 8° in Promozione Umbria                              |
| Nuova Tiferno      | Città di Castello (PG)             | 14° in Promozione Umbria, retrocessa e poi ripescata |
| Orvietana          | Orvieto (TR)                       | 1° in Prima Categoria Umbria/A, promossa             |
| Pontevecchio       | Ponte San Giovanni di Perugia      | 1° in Prima Categoria Umbria/B, promossa             |
| Spoleto            | Spoleto (PG)                       | 13° in Promozione Umbria                             |
| Tavernelle         | Tavernelle di Panicale (PG)        | 11° in Promozione Umbria                             |
| Tiberis            | Umbertide (PG)                     | 9° in Promozione Umbria                              |
| Todi               | Todi (PG)                          | 6° in Promozione Umbria                              |
| U.D.A. Sport Narni | Narni (TR)                         | 2° in Prima Categoria Umbria/B, promossa             |

## Classifica finale
|  | Pos. | Squadra            | Pt | G  | V  | N  | P  | GF | GS | DR  |
|  | ---- | ------------------ | -- | -- | -- | -- | -- | -- | -- | --- |
|  | 1.   | Assisi             | 43 | 30 | 17 | 9  | 4  | 44 | 15 | +29 |
|  | 2.   | Tiberis            | 35 | 30 | 9  | 17 | 4  | 25 | 17 | +8  |
|  | 3.   | Orvietana          | 33 | 30 | 13 | 7  | 10 | 31 | 26 | +5  |
|  | 4.   | Gualdo             | 32 | 30 | 9  | 14 | 7  | 25 | 23 | +2  |
|  | 5.   | Magione            | 31 | 30 | 12 | 7  | 11 | 25 | 27 | -2  |
|  | 6.   | U.D.A. Sport Narni | 30 | 30 | 10 | 10 | 10 | 32 | 28 | +4  |
|  | 7.   | Grifo Cannara      | 30 | 30 | 8  | 14 | 8  | 26 | 32 | -6  |
|  | 8.   | Julia Spello       | 30 | 30 | 8  | 14 | 8  | 16 | 24 | -8  |
|  | 9.   | Spoleto            | 29 | 30 | 10 | 9  | 11 | 23 | 25 | -2  |
|  | 10.  | Nuova Tiferno      | 29 | 30 | 8  | 13 | 9  | 27 | 31 | -4  |
|  | 11.  | Narnese            | 28 | 30 | 7  | 14 | 9  | 23 | 22 | +1  |
|  | 12.  | Tavernelle         | 28 | 30 | 8  | 12 | 10 | 32 | 34 | -2  |
|  | 13.  | Mar.Col.           | 28 | 30 | 7  | 14 | 9  | 22 | 24 | -2  |
|  | 14.  | Pontevecchio       | 27 | 30 | 9  | 9  | 12 | 28 | 31 | -3  |
|  | 15.  | Clitunno           | 25 | 30 | 8  | 9  | 13 | 26 | 36 | -10 |
|  | 16.  | Todi               | 22 | 30 | 5  | 12 | 13 | 17 | 27 | -10 |

Legenda:

      Promossa nel Campionato Interregionale 1982-1983.
      Retrocessa in Prima Categoria Umbria 1982-1983.
Note:

Due punti a vittoria, uno a pareggio, zero a sconfitta.